# Plaque des Nouvelles-Hébrides
Pour les articles homonymes, voir Nouvelles-Hébrides.
La plaque des Nouvelles-Hébrides est une microplaque tectonique de la lithosphère de la planète Terre. Sa superficie est de 0,01585 stéradians. Elle est généralement associée à la plaque pacifique.
Elle se situe dans l'Ouest de l'océan Pacifique dont elle couvre une petite partie ainsi que l'archipel des Nouvelles-Hébrides.
La plaque des Nouvelles-Hébrides est en contact avec les plaques du récif Balmoral, du récif Conway, pacifique et australienne.
Ses frontières avec les autres plaques sont notamment formées de la fosse des Nouvelles-Hébrides sur la côte Ouest des Vanuatu.
Le déplacement de la plaque des Nouvelles-Hébrides se fait à une vitesse de rotation de 2,70° par million d'années selon un pôle eulérien situé à 13°00' de latitude Sud et 12°00' de longitude Ouest (référentiel : plaque pacifique).
La plaque des Nouvelles-Hébrides tire son nom de l'archipel des Nouvelles-Hébrides.

## Sources
- (en) Peter Bird, An updated digital model of plate boundaries, vol. 4, Geochemistry Geophysics Geosystems, 14 mars 2003 (DOI 10.1029/2001GC000252, Bibcode 2003GGG.....4.1027B, lire en ligne)